# イスラエル最高裁判所
イスラエル最高裁判所（イスラエルさいこうさいばんしょ、בֵּית הַמִּשְׁפָּט הָעֶלְיוֹן Bet HaMishpat HaElyon、المحكمة العليا al-Maḥkama al-‘Ulyā）は、イスラエルにおける最高裁判所。
先例拘束性の原理により、最高裁判所の判決は、最高裁判所以外の全ての裁判所に対して拘束力を持つ。最高裁判所は、長年にわたり、パレスチナ問題、アラブ系市民の権利、イスラエルにおけるユダヤ人グループ間の差別など、多くのデリケートな問題について扱ってきた。
2023年7月24日、クネセトは、最高裁判所が「政府、首相、または他の大臣の決定の妥当性を検証する」ことを禁止する法案を可決した。これにより、最高裁判所は政府の行動を検証する権限が弱まることとなると思われた。しかし、2024年1月1日に、最高裁判所はこの法案を8対7の評決で覆した。

## 構成
最高裁判所判事は最高裁判所長官、法務大臣、イスラエル弁護士協会メンバーを含む9名から構成される司法選考委員会が指名し、大統領が任命する。定年は70歳。
判事の指名は9名のうち、7人の賛成が不可欠である。判事の選出条件は地方裁判所判事として5年間の勤務経験、10年間の法学経験などを満たしていなければならない。ただし、例外もある。最高裁判所長官は最年長者から選出されることが慣例となっている。2つの裁判所から最高裁判所は構成される。

### 控訴裁判所
全ての事件（民事、刑事）を審理する他にクネセト総選挙の監視、弁護士会の懲戒に関する判決を下す。

### 高等裁判所
高等裁判所（ヘブライ語: בית משפט גבוה לצדק）は、政府法案の違憲審査、地方自治体の政策監視などを担当。イスラエル国防軍の派遣は最高裁判所の同意が必要となる。

## 建築様式
最高裁判所はロンドン出身の建築家ドロシー・ド・ロスチャイルドから寄贈されたものであった。1992年にラム・カルミとアダ・カルミ＝メラメデ兄妹の設計で建て替えられた。

## 画像

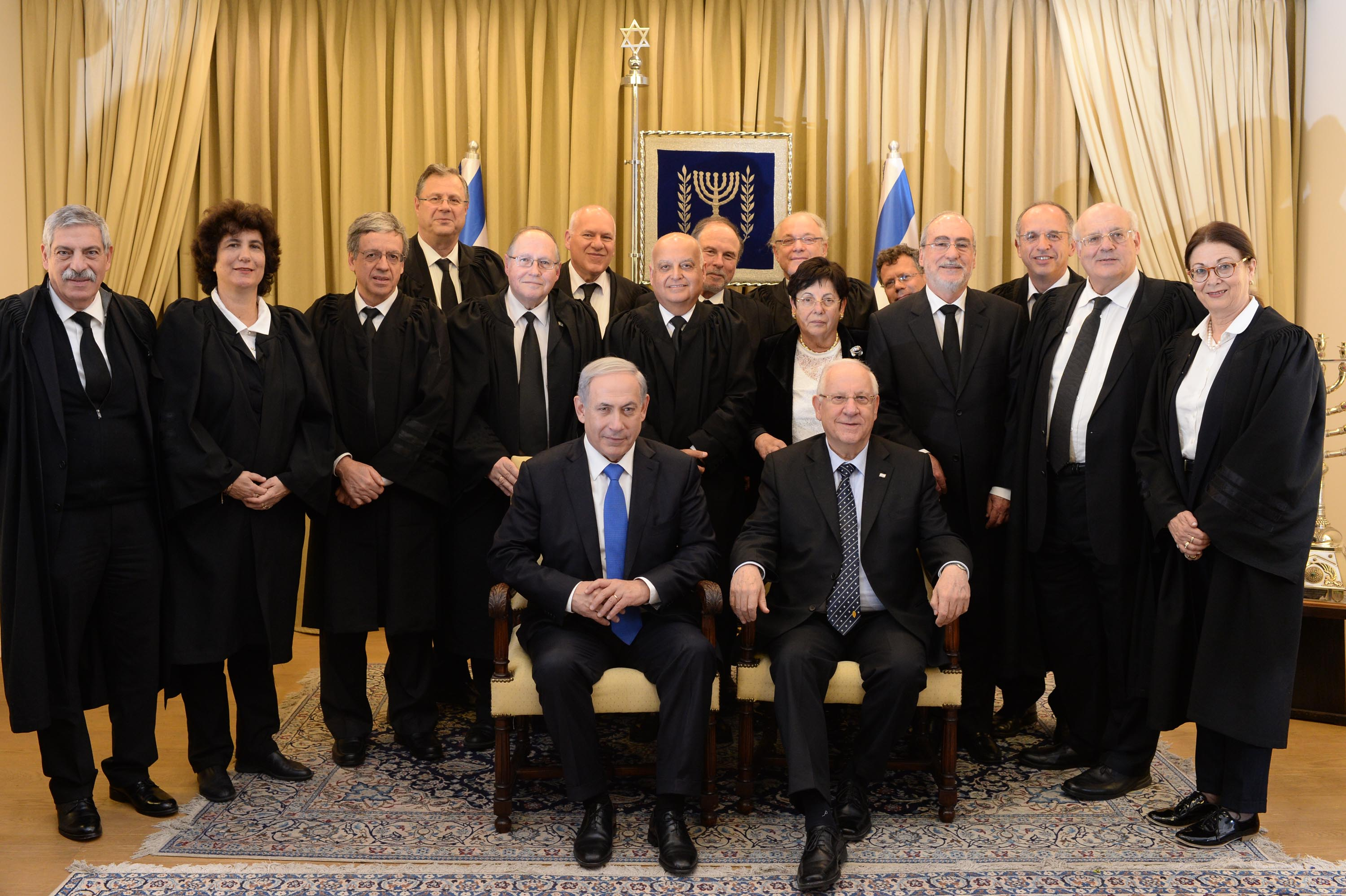
2015年に撮影されたベンヤミン・ネタニヤフ首相（中央）とルーベン・リブリン大統領（中央）を囲む最高裁判所判事（後列全員）
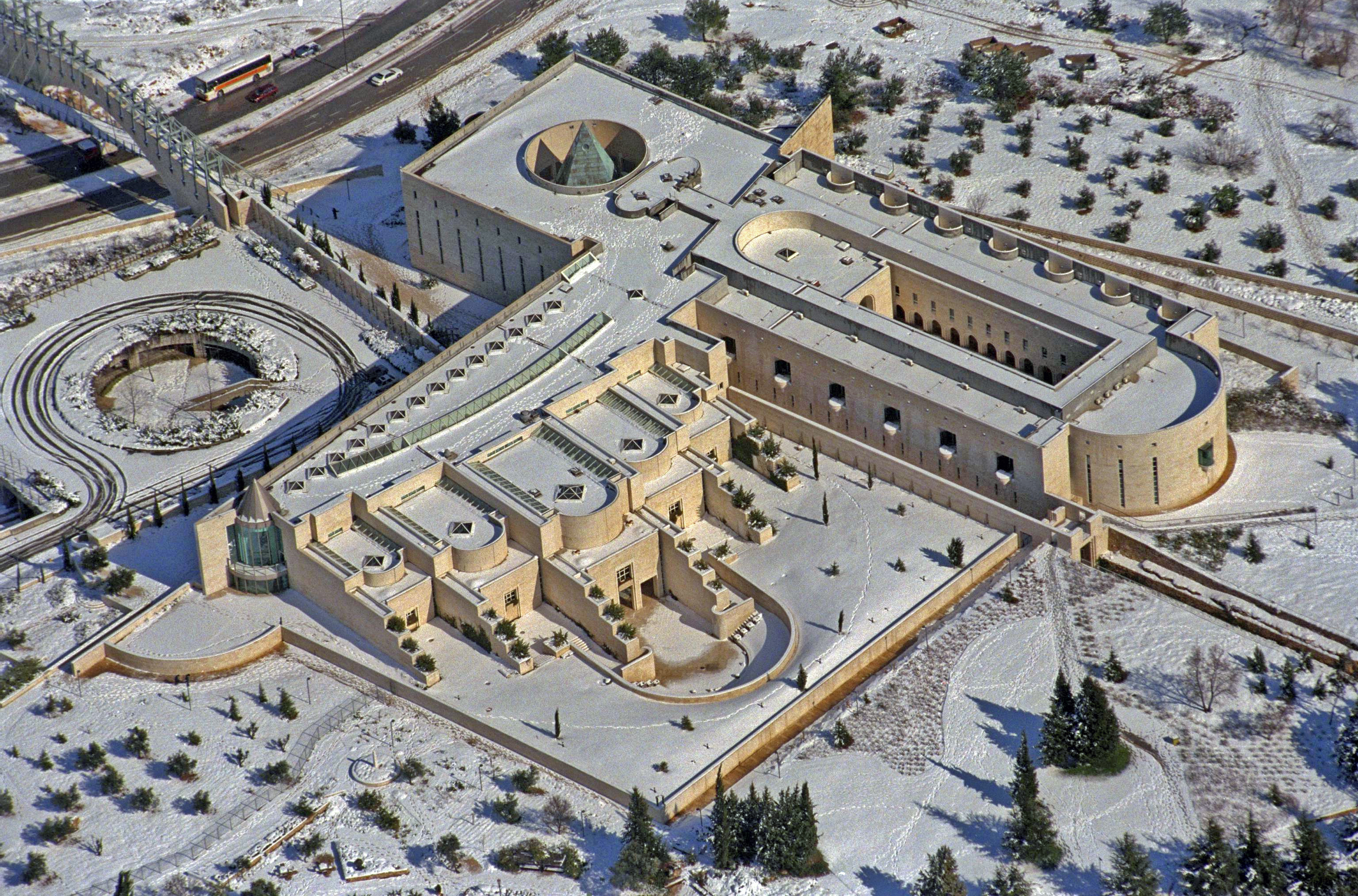
雪のイスラエル最高裁判所（イメージ）
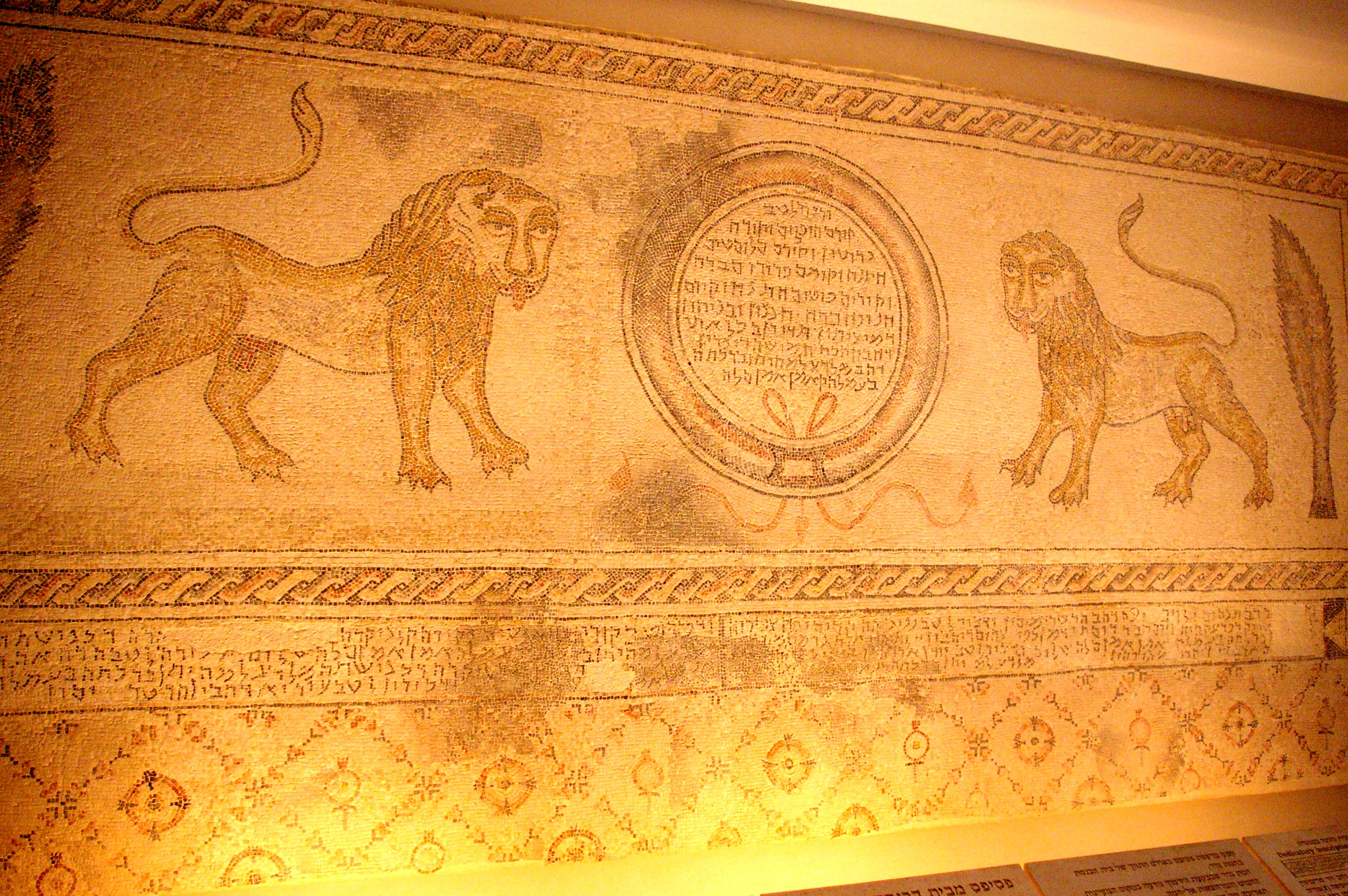
古代のハマト・ガデルが描かれたモザイクタイル